# Parmaferia dentata
Parmaferia dentata är en tvåvingeart som beskrevs av Cook 1977. Parmaferia dentata ingår i släktet Parmaferia och familjen dyngmyggor. Inga underarter finns listade i Catalogue of Life.